# 아무도 못말려
《아무도 못말려》는 한국방송공사에서 방영했던 시트콤인데 원룸텔에서 독신남녀들의 경쾌하고 코믹한 이야기다.
다만, 급조한 시트콤이다 보니 어두운 작은 방에서 허술하게 만든 세트장, 어설픈 각본, 되풀이되는 말장난, 출연자들의 연기부족 등의 이유로 인해 엄청난 혹평에 시달렸으며 막판에는 송기윤 이미영 맹상훈 정선희 유재석 등을 중도투입시켰으나 역부족이었다.
결국 KBS는 이 작품의 여파로 일일시트콤을 2년 동안 잠정 폐지했다.

## 출연진
- 박철
- 이상아
- 이상인
- 진재영
- 이종수
- 신주리
- 송기윤(중도투입)
- 이미영(중도투입)
- 맹상훈(중도투입)
- 정선희(중도투입)
- 유재석(중도투입)
- 김성희(중도투입)
- 백일섭(특별출연)
- H.O.T.(특별출연)

## 참조
1. ↑  김희경 (1997년 12월 2일). “KBS 2TV "어찌하오리까"”. 동아일보. 2016년 4월 6일에 확인함.
2. ↑  오광수 (1998년 1월 10일). “새멤버 전력보강'인기상승' ▨KBS 시트콤'아무도 못말려'”. 경향신문. 2017년 6월 10일에 확인함.